# Елизабет Бергнер
Елизабет Бергнер је била немачко-енглеска глумица, рођена 22. јула 1897. године у Дрогобичу (Аустроугарска), а преминула 12. маја 1986. године у Лондону (Енглеска). Номинована је за Оскара за најбољу главну глумицу за улогу у филму Никад ми не побегни. Сматра се да је она била инспирација за лик Марго Ченинг, коју је одиграла Бети Дејвис у филму Све о Еви.